# Mayaguana District
Mayaguana District är ett distrikt i Bahamas. Det ligger i den sydöstra delen av landet, 500 km sydost om huvudstaden Nassau. Antalet invånare är 251. Mayaguana District ligger på ön Mayaguana Island.
I distriktet ligger samhällena Abraham's Bay och Pirates Well, öarna Booby Cay och Mayaguana Island samt flygplatsen Mayaguana Airport.